# Żylicze (rejon mostowski)
Żylicze (biał. Жылічы; ros. Жиличи) – wieś na Białorusi, w obwodzie grodzieńskim, w rejonie mostowskim, w sielsowiecie Łunna.
Dawniej w województwie trockim Rzeczypospolitej Obojga Narodów. W czasach zaborów w granicach Imperium Rosyjskiego, w guberni grodzieńskiej, w powiecie grodzieńskim.
W latach 1921–1939 wieś i folwark leżały w Polsce, w województwie białostockim, w powiecie grodzieńskim, w gminie Łunna.
Według Powszechnego Spisu Ludności z 1921 roku zamieszkiwało:
- wieś –  318 osób, 95 było wyznania rzymskokatolickiego a 123 prawosławnego. Jednocześnie 190 mieszkańców zadeklarowało polską przynależność narodową a 128 białoruską. Było tu 55 budynków mieszkalnych
- folwark –  31 osób, 7 było wyznania rzymskokatolickiego a 24 prawosławnego. Jednocześnie 17 mieszkańców zadeklarowało polską przynależność narodową a 14 białoruską. Było tu 5 budynków mieszkalnych[4].

Miejscowość należała do parafii prawosławnej i rzymskokatolickiej w Łunnie. Podlegała pod Sąd Grodzki w Skidlu i Okręgowy w Grodnie; właściwy urząd pocztowy mieścił się w Łunnie.
W wyniku napaści ZSRR na Polskę we wrześniu 1939 miejscowość znalazła się pod okupacją sowiecką. 2 listopada została włączona do Białoruskiej SRR. 4 grudnia 1939 włączona do nowo utworzonego obwodu białostockiego. Od czerwca 1941 roku pod okupacją niemiecką. 22 lipca 1941 r. włączona w skład okręgu białostockiego III Rzeszy. W 1944 miejscowość została ponownie zajęta przez wojska sowieckie i włączona do obwodu grodzieńskiego Białoruskiej SRR.